# Kuala Lumpur Stadium
Ne doit pas être confondu avec Stade Tun Abdul Razak.
Le Kuala Lumpur Stadium ou KLFA Stadium (malais : Stadium Bola Sepak Kuala Lumpur) est un stade multifonction situé à Kuala Lumpur, Malaisie. Il est actuellement utilisé principalement pour les matchs de football et est le stade du Kuala Lumpur City.

## Contexte
Dans le passé, le stade était utilisé comme domicile de nombreuses équipes malaisiennes, dont Felda United, PDRM, PLUS, Selangor et UKM FC. Le stade a été fermé en juillet 2011 en raison de la réticence de la mairie à rénover le terrain. À partir de 2012, le stade a également été utilisé pour des matchs de rugby à XV. Il a été utilisé pour le premier match des régions Media Prima 6 2013, entre Kelab Rakan Muda Malaysia et Singapore Cricket Club. Entre 2013 et 2018, le stade a été rénové; après la rénovation, le stade a une capacité de 18 000 spectateurs.

## Matchs internationaux
| Date               | Competition                                                | Team 1         | Res.  | Team 2      |
| ------------------ | ---------------------------------------------------------- | -------------- | ----- | ----------- |
| 1er septembre 2018 | Qualification à l'AFF Suzuki Cup 2018                      | Timor oriental | 3 - 1 | Brunei      |
| 17 novembre 2018   | Groupe B de l'AFF Suzuki Cup 2018                          | Timor oriental | 2 - 3 | Philippines |
| 4 novembre 2019    | 2019 AFC Cup Final                                         | April 25       | 0–1   | Al-Ahed     |
| 20 décembre 2022   | Groupe A du Championnat d'Asie du Sud-Est de football 2022 | Brunei         | 0 - 5 | Thaïlande   |
| 26 décembre 2022   | Groupe A du Championnat d'Asie du Sud-Est de football 2022 | Brunei         | 0 - 7 | Indonésie   |

## Transport
Le stade est accessible par Rapid KL bus T402 jusqu'à Taman Midah MRT Station sur la Ligne Sungai Buloh–Kajang, et T400 vers les appartements de Sri Kota juste à l'extérieur de la Station de métro Bandar Tun Razak sur les Lignes Ampang et Sri Petaling ou via Station de MRT Cochrane.